# George Henry Lewes
George Henry Lewes (London, 1817. április 17. – London, 1878. november 30.) angol filozófiai író.

## Élete
Eleinte kereskedő akart lenni, aztán orvostannal foglalkozott, végül a filozófia tanulmányára tért, két évig tanult Németországban is (1838-39), s visszatérve hazájába igen élénk, széles körű irodalmi tevékenységbe merült, írván novellákat, drámakritikákat, természettudományi dolgozatokat, politikai tanulmányokat stb. 1849-től 1854-ig szerkesztette a Leader című folyóiratot, 1865-ben megindította a híres Fortnightly Review-t. Európai hírt főleg két műve szerzett neki: Goethe életrajza, mely angol nyelven 3 kiadást ért meg, német fordításban 15-öt, s melynek magyar fordítása (Szász Károlytól) is nagyon elterjedt hazánkban; továbbá a filozófia története Thalestől Comte-ig, mely hasonlóképp számos kiadást ért és németre és magyarra (Bánóczi József) is lefordították. E műben Comte hívének vallja magát, abban az értelemben mint Littré, a francia filozofia szociális és vallás elméletét nem tévén magáévá. Mindkét művében nem annyira a kutatások mélységével és alaposságával tűnik ki a szerző, mint szép, világos, könnyed, összefoglaló, az egészet tekintő előadásával. Lewes kitűnő író, igen világosan gondolkodó fő, egyetemes műveltségű, széles ismeretekkel rendelkező író; mint természettudományi és lélektani író is kiváló. Sea-side studies című műve (németül: Naturstudien am Seestrand); Physiology of common life, Studies in animal life nem pusztán népszerűsítő munkák, tele vannak számos önálló érdekes megfigyelés és gondolkodás eredményeivel. Aristotle című művében főleg Arisztotelész természettudományi dolgozatainak összefüggő képét adja. Legkomolyabb művei az önálló kutatás terén: Problems of life and mind (1872-79, 3 kötet); The physical basis of mind (1877). Dramaturgiai művet is írt: On actors and the art of acting (1875) és néhány regényt meg drámát. A Magyar Tudományos Akadémiában, melynek kültagja volt, Szász Károly tartott felette emlékbeszédet (Budapest, 1881).

## Magánélete
Lewes nyílt házasságban élt feleségével, Agnes Jervisszel, akitől három gyermeke született. Agnesnek ugyanakkor további négy gyereke született Thornton Hunt újságírótól, aki szintén házas volt.
Lewes, aki sosem vált el Agnestől, 1854-től haláláig együtt élt Mary-Ann Evans írónővel, aki George Eliot név alatt világhírre tett szert.

## Magyarul megjelent művei
- Lewes György Henrikː Göthe élete; ford. Szász Károly; Ráth, Bp., 1874
- A philisophia története. Thalestől Comteig, 1-3.; ford. Bánóczi József; Akadémia, Bp., 1876–1878 (A Magyar Tudományos Akadémia Könyvkiadó Vállalata)